# Vassy (cantante)
Vassy, pseudonimo di Vasiliki Karagiorgos (Darwin, 15 marzo 1983), è una cantautrice australiana.

## Biografia
Nata da genitori immigrati greci (da Florina), è stata "scoperta" nel 2003 dopo aver vinto un concorso australiano per giovani talenti. Il suo singolo We Are Young ha raggiunto il vertice della Billboards'Hot Dance Club Songs.
Nel 2014 ha partecipato all'incisione del brano Bad di David Guetta e Showtek, che ha raggiunto la prima posizione in classifica in molti paesi. Inoltre, Hustlin, brano realizzato con la collaborazione di Crazibiza e Dave Audé, ha raggiunto la prima posizione nelle classifiche dance degli Stati Uniti. Si è successivamente specializzata nella realizzazione delle parti vocali nei brani di noti dj e produttori di musica dance.

## Discografia

### Album in studio
- 2005 - My Affection (Fly Music 5101102192)
- 2012 - Beautiful Day (Control 85657725)
- 2015 - We Are Young

### EP
- 2011 - The Acoustics (Kiss My Vassy)
- 2018 - Christmas EP

### Singoli
- 2003 - I Can See Clearly Now (feat. Jazibel)
- 2003 - Cover You in Kisses
- 2005 - Get Busy (feat. Katalyst)
- 2005 - Wanna Fly (feat. Mozim)
- 2005 - Loverman
- 2005 - Kick My Ass
- 2010 - History
- 2011 - Desire
- 2012 - Could This Be Love
- 2012 - We Are Young
- 2014 - Mad
- 2014 - Hustlin (feat. Crazibiza & Dave Audé)
- 2016 - T.U.T.P (Turn Up the Party) (con DirtyFreqs)
- 2017 - Nothing to Lose
- 2017 - Lost (con Afrojack feat. Oliver Rosa)
- 2018 - Somebody New (con Sultan & Shepard)
- 2018 - Doomsday (con Lodato)
- 2019 - Concrete Heart (con Disco Fries)
- 2019 - Stand Out
- 2019 - Trouble
- 2019 - Fly
- 2020 - Blink
- 2020 - What's Going On
- 2020 - Oxygen (con Outgang & Two Worlds Apart)
- 2020 - Have Yourself a Merry Little Christmas
- 2021 - Blinding Lights
- 2021 - Chase (con Bonka)
- 2022 - Pieces (con Bingo Players & Disco Fries)

Come artista ospite
- 2014 - Bad (David Guetta & Showtek feat. Vassy)
- 2014 - Today (Scooter feat. Vassy)
- 2015 - Secrets (Tiësto e KSHMR feat. Vassy)
- 2015 - Satisfied (Showtek feat. Vassy)
- 2015 - Radiate (Scooter feat. Vassy)
- 2016 - I Should Have Said (Playmen feat. Vassy)
- 2016 - Cracked Wall (con Florian Picasso)
- 2017 - Faster Than a Bullet (feat. Tiësto)